# 곡식좀나방상과
곡식좀나방상과(Tineoidea)는 나비목에 속하는 이문류 나방 상과이다. 곡식좀나방과 주머니나방 등의 관련 종을 포함하고 있다. 주로 6개 과로 분류하고 있다.

## 분류
- Acrolophidae
- Arrhenophanidae
- Eriocottidae
- Lypusidae
- 주머니나방과 (Psychidae)
- 곡식좀나방과 (Tineidae)